# Friuli Grave Chardonnay
Le Friuli Grave Chardonnay est un vin italien de la région Frioul-Vénétie Julienne doté d'une appellation DOC depuis le 1er octobre 1985. Seuls ont droit à la DOC les vins blancs récoltés à l'intérieur de l'aire de production définie par le décret.

## Caractéristiques organoleptiques
- couleur : jaune paille plus ou moins intense
- odeur : caractéristique
- saveur : sèche, harmonique, souvent vif

Le Friuli Grave Chardonnay se déguste à une température comprise entre 10 et 12 °C. Il se boit jeune.

## Production
Province, saison, volume en hectolitres :
- Pordenone (1990/91) 12558,75
- Pordenone (1991/92) 14366,86
- Pordenone (1992/93) 19786,86
- Pordenone (1993/94) 24237,34
- Pordenone (1994/95) 25390,64
- Pordenone (1995/96) 22926,5
- Pordenone (1996/97) 30829,32
- Udine (1990/91) 5877,97
- Udine (1991/92) 5174,4
- Udine (1992/93) 7146,81
- Udine (1993/94) 7364,11
- Udine (1994/95) 8747,07
- Udine (1995/96) 7693,27
- Udine (1996/97) 9113,73